# Українська оселя в Маквілері
Українська оселя в Маквілері (також Український Центр отця Павла Когута) — культурний центр українців Франції, Бельгії та Німеччини, заснований 1955 року греко-католицьким священником Павлом Когутом в селі Маквіллер біля Страсбурга. Місце проведення масових зустрічей українців, насамперед молоді, період найвищої активності в якому припав на 60-80 роки ХХ століття.

## Історія

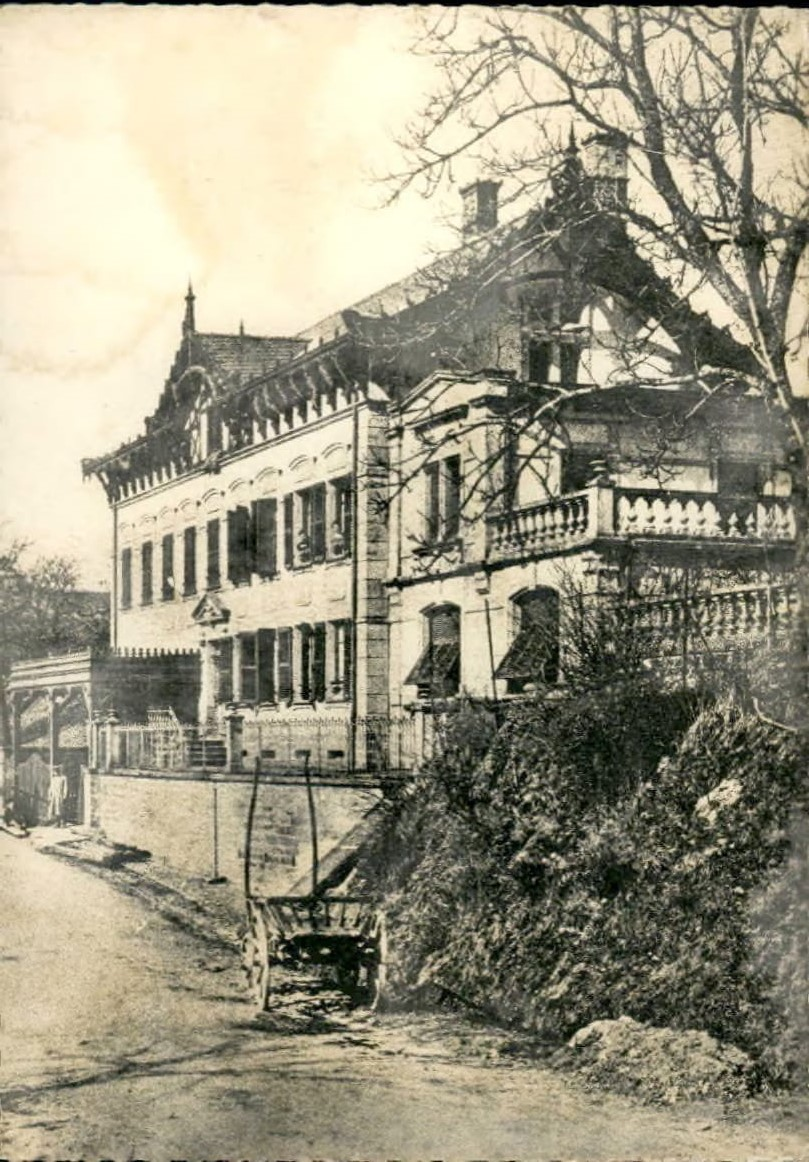
Маквіллерський «замок» задовго до купівлі

Українсько-французька організація «Les Amis des Ukrainiens» («Друзі українців», гол. Т. Бравн, адміністративний дир. о. П. Когут) придбала нерухомість в Маквіллері у 1955 році. Отець Павло згадував, що роботи було розпочато в травні, хоча пізніші нотаріальні документи містять згадку про акт прийому-передачі майна від 28 жовтня 1955 року.
Півтора десятка добровольців взялися відновлювати стару триповерхову будівлю без дверей та долівки на краю села. Відновлювати та перебудовувати маквіллерський «замок» отцю Когуту допомагали не тільки українці-емігранти з різних країн Європи, але й місцеве населення, представники якого, за спогадами очільниці Маквіллера Беатріс Хаммер-Бек, позичали будівничі інструменти, приносили їжу робітникам, запрошували у гості українську громаду у святкові дні.
Урочисте посвячення Української вакаційної оселі відбулось 12 липня 1964 року, хоча перший табір для молоді проведено вже в 1961 році.
З того часу «Оселя» отця Павла діяла як місце зустрічей, знайомств, відпочинку, духових реколекцій і приймала гостей з усього світу. Тут зупинялися численні українські родини, діти, громадські діячі, артисти, письменники, художники, священики та єпископи, політики. Щороку в час Зіслання Святого Духа (Зелені Свята) за Григоріанським календарем отець Павло організовував тут масові зустрічі українців зі Східної Франції, а також з Німеччини, Швейцарії та Бельгії. Такі зустрічі завжди мали конкретну ціль: роковини Тараса Шевченка, Івана Франка, Лесі Українки, вшанування жертв Голодомору, ювілей хрещення Русі-України, 700-ліття коронації Данила Галицького та інші важливі події.
У 1966 році, як видається, розпочато будівництво другого приміщення на два поверхи, що мало служити місцем для гуртків художньої самодіяльності, містити залу для святкових зібрань та кімнати для старших осіб.
В роботі в оселі отцю Павлу допомагали сестра Ірина (в миру Павлина Савчук), а також отці з сусідніх департаментів: Іван Лужецький, Михайло Длубак, Ярослав Салевич.
У 1970 році Українську оселю відвідав глава греко-католицької церкви блаженніший Йосиф Сліпий.
Влітку 1982 року, будучи семінаристом в Римі, в отця Павла працював Борис Ґудзяк. Пізніше він їздив до Маквіллера кілька разів.
Табори відбувалися щорічно до 1993 року, коли після падіння «залізної завіси» українці у Європі дістали змогу відвідувати свої родини в Україні.
22 листопада 2006 року отець Павло Когут помер. Протягом майже десятиліття осередок українців у Маквіллері був порожнім, однак 4 листопада 2016 році сюди переїхав молодий український священик Святослав Горецький з родиною. 
В грудні 2019 року було завершено будинок священника, закладений ще отцем Когутом. Це вже третє приміщення на території оселі.

## Вакаційна оселя
Українська дітвора з діаспори отримала місце де проводити канікули, так звані зимові і літні «табори», вперше проведені в Маквіллері в 1961 році. Адже діти емігрантів, на відміну від своїх однолітків, не мали бабці і діда, до яких могли б з’їздити «на вакацію». Крім того, за французьким законодавством діти з багатодітних родин чи з сімей, де батьки мають невеликі заробітки, могли отримати від держави цільові кошти на літній відпочинок, отож ці кошти й витрачалися для їхнього утримання в українській оселі.

Учасник таборів так описує програму: 
Нема сумніву, що пластовий дух панував підчас відпочинкових таборів у Маквілєр, коли я там бував як новак. Була дисципліна. Коли згодом я сам відбував свої пластові табори вже юнаком, я зрозумів багато того, що відбувалося на оселях о. Павла. Завжди були поставлені шатра для дещо старшого новацтва, а менші діти мали свої кімнати в будинках. Там були ранішні і вечірні збірки, де відбувалася спільна молитва. Рано — «Боже Великий», а ввечір — «О Мати Божа». Щонеділі і пару разів протягом тижня відправляли св. Літургію. Були численні гутірки зі спільним співом. Часто то були пластові і навіть стрілецькі пісні: «Гей, пластуни, гей, юнаки», «Ой, у лузі червона калина» та інші. Діти ходили по Ельзаському регіоні на більші кількаденні мандрівки з шатрами.
Українська оселя також була місцем для курсів українознавства Українського Вільного Університету, вперше проведені тут в 1976 році. Американка Марта Зелик так описує «міжріздвяний» курс 1979-1980 років:
Цього року на курси прибуло близько 40 студентів з Франції, Бельгії, Західньої Німеччини, Італії, Юrославії, Великобрітанії, Австрії, Австралії та США. Хоча студенти виявили різні ступені знання української мови, все таки вона була розговірною та викладовою мовою.
Щоденно курси тривали шість годин. Викладачів було підібрано так, щоб були заступлені різні дисципліни українознавства, як: історія, література, філософія, духовість. Доктор історичних наук Богдан Злепко доповідав про повстання під проводом Богдана Хмельницького на тлі доби. Професор Аркадій Жуковський з Франції, подав нам короткий огляд історії України. Темою лекції д-ра Кирила Митровича була українська філософія. Професор Петро Цимбалістий з Великобрітанії доповідав про українську літературу козацької доби. Професор Володимир Янів говорив про джерела української духовости. З Українського Дослідного Інституту Гарвардського Vніверситету з США був Валентин Мороз, недавній радянський політв'язень. Він доповідав про геополітичні підстави української держави, про українську мову та про українські церкви.
Але курси українознавства не були лише одним притягаючим елементом. Нас усіх, напевно, також привабила нагода товариської зустрічі. В години, вільні ·від викладів, ми, студенти, збиралися, щоб розважитися, погуторити, поспівати. Найбільш популярним місцем для цих зайнять було «кафе» у Маквіллер. Ми щовечора вщерть виповняли маленьке приміщення, де своєю мовою, співами та жартами викликали зацікавлення французького населення.
Потім відбувся дводенний з'їзд Українських Студентських Товариств Европи. Представники з Італії, Франції, Бельгії, Німеччини та Великобрітанії обговорили проблеми нашого студентства поза межами Батьківщини, наше відношення до України, проблематику збереження власної української ідентичности, засоби опанування української мови та засвоєння українознавчих предметів.

## Галерея

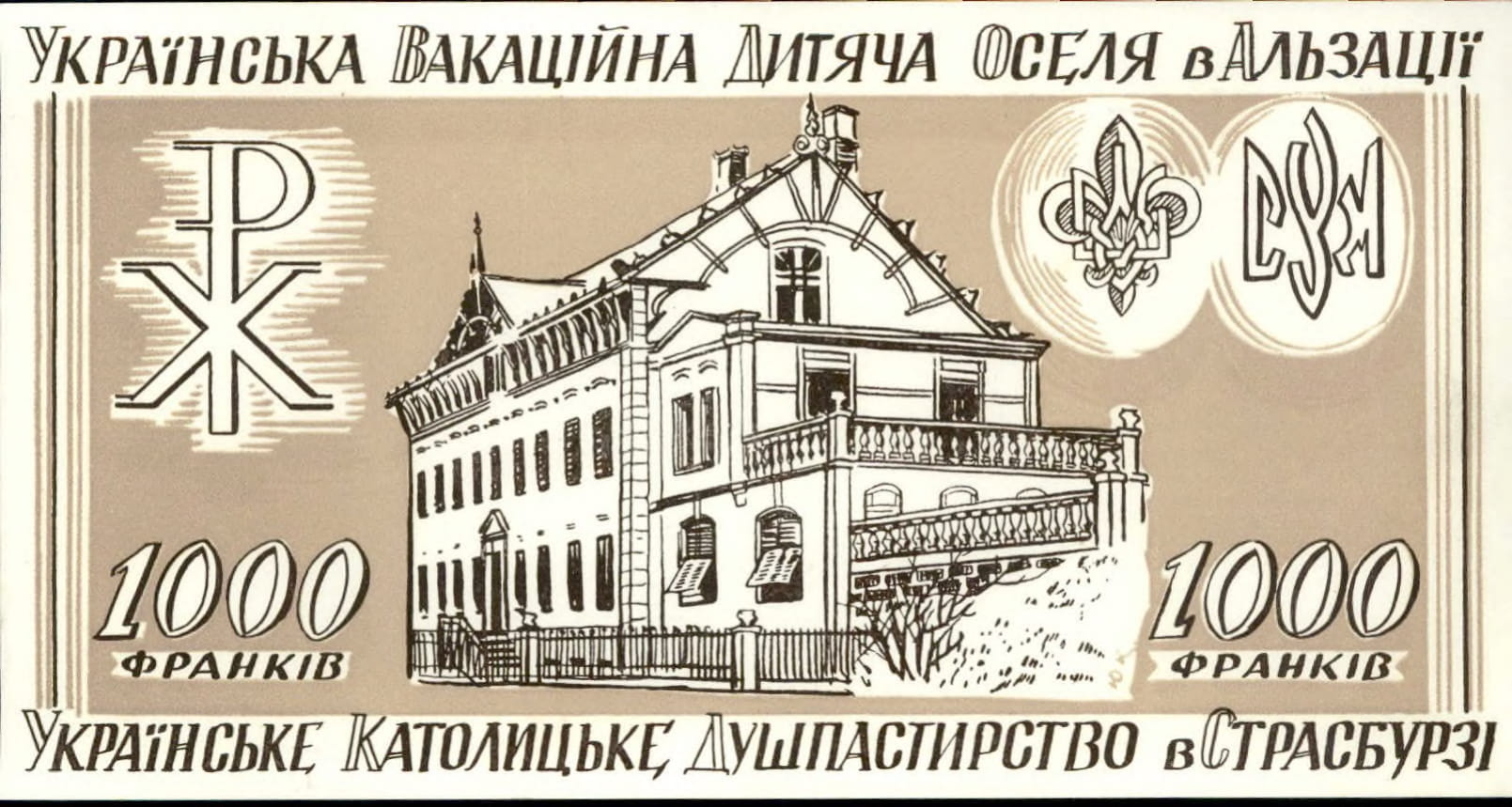
Ймовірно квиток або листівка 1959 року
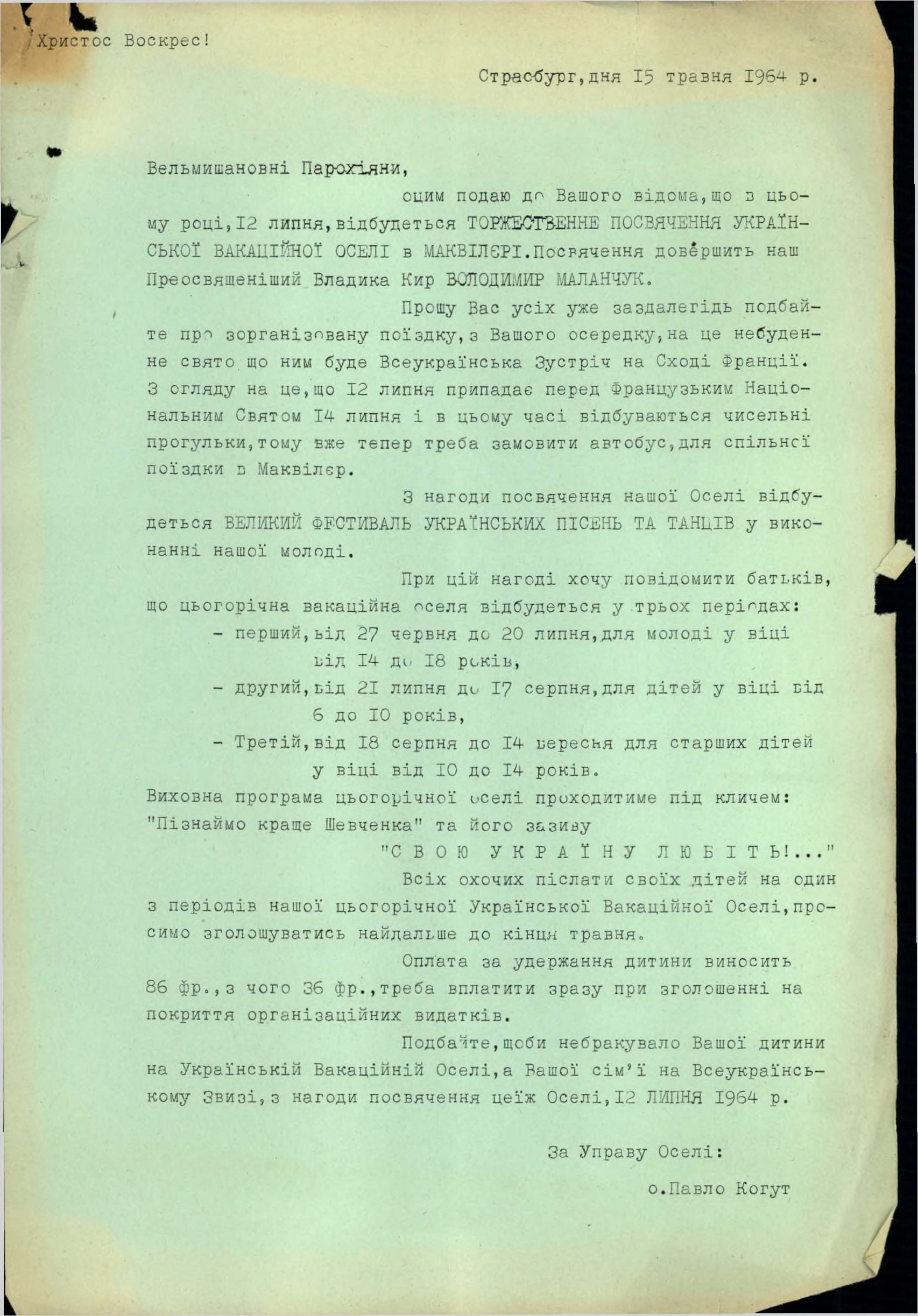
Запрошення на посвяту Оселі. 1964 р.
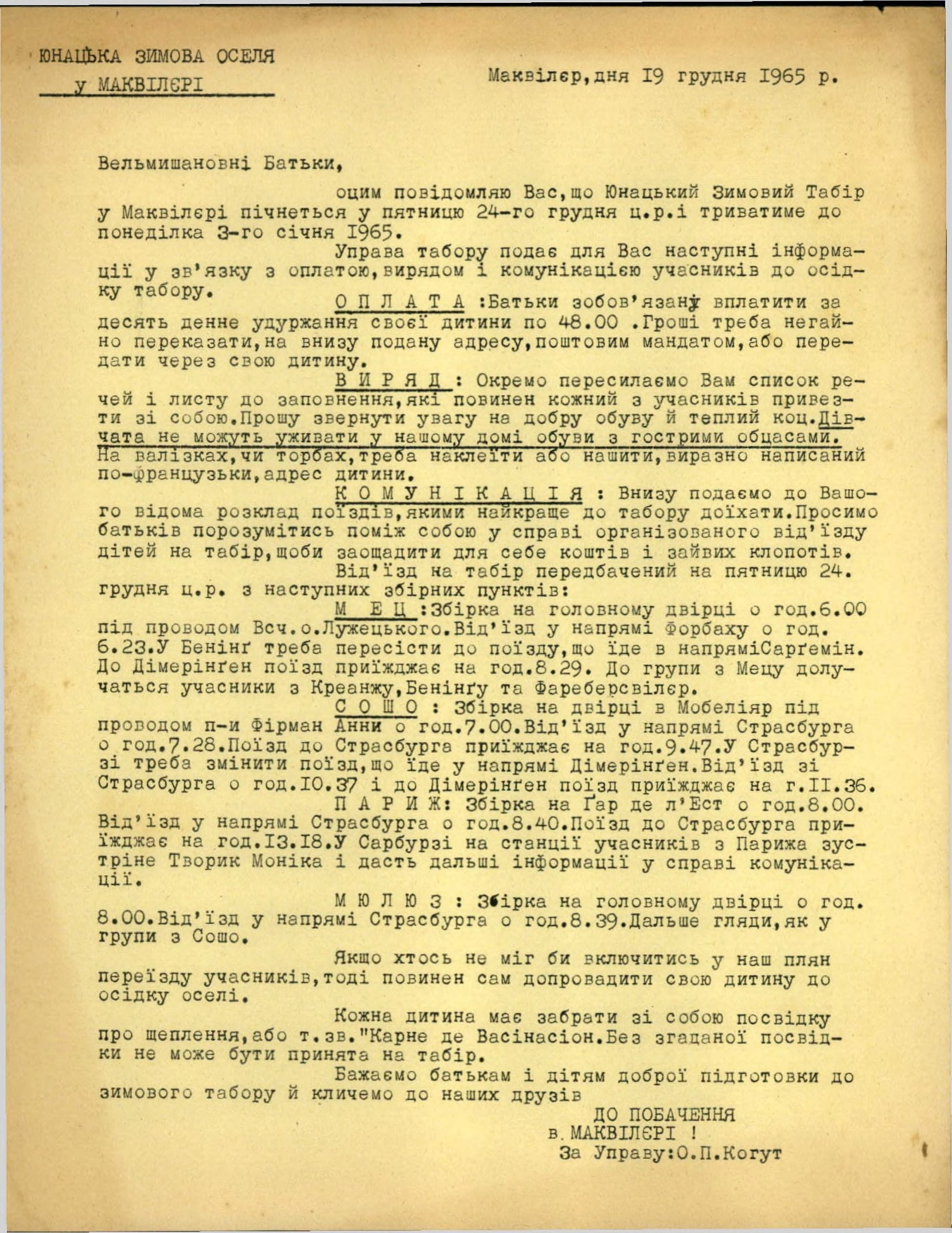
Лист щодо проведення зимової вакаційної оселі 1965-1966 рр.
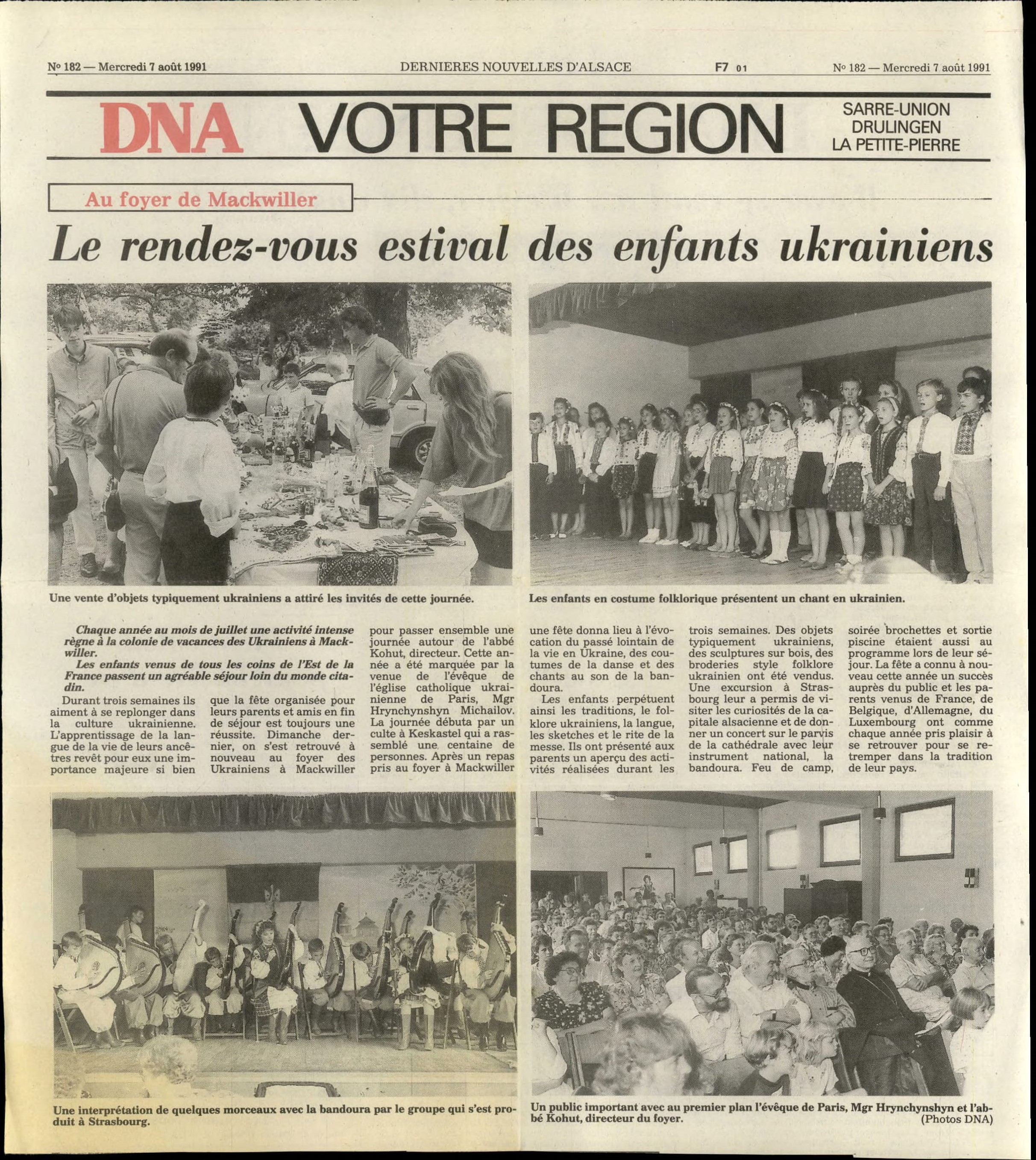
Стаття регіональної газети про літню вакаційну оселю 1991 року
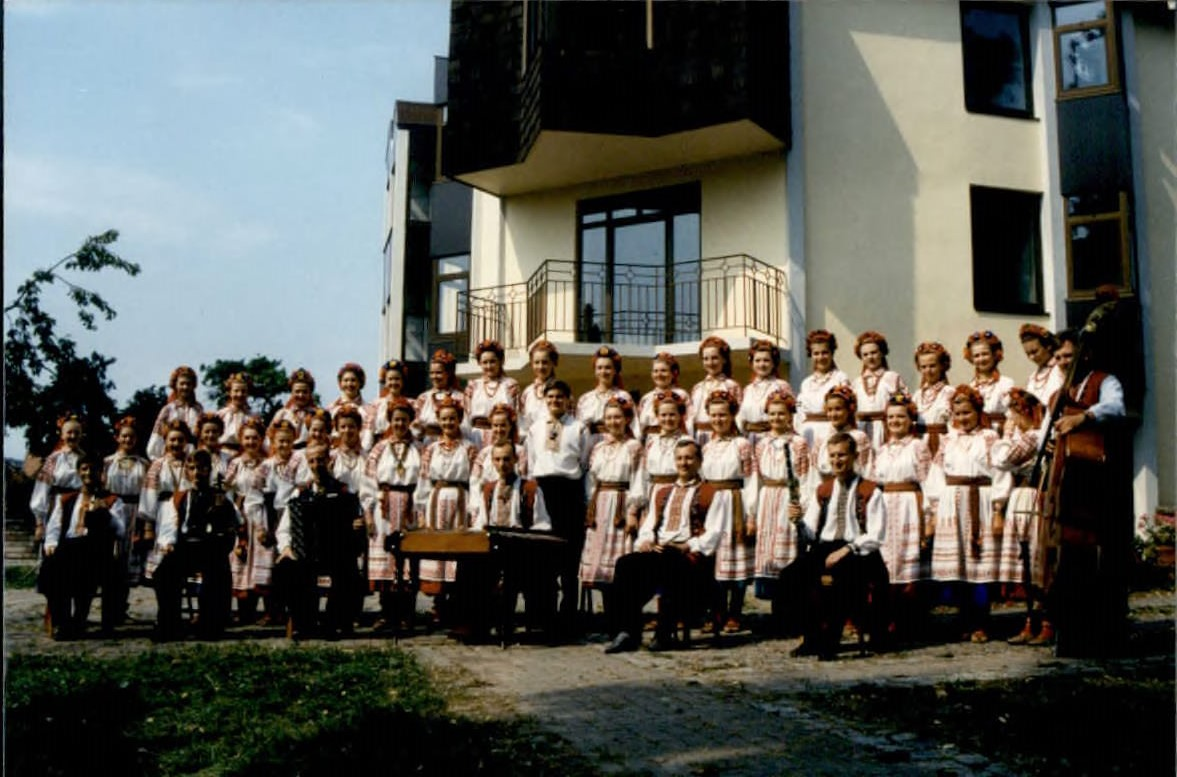
Хор на фоні другої будівлі
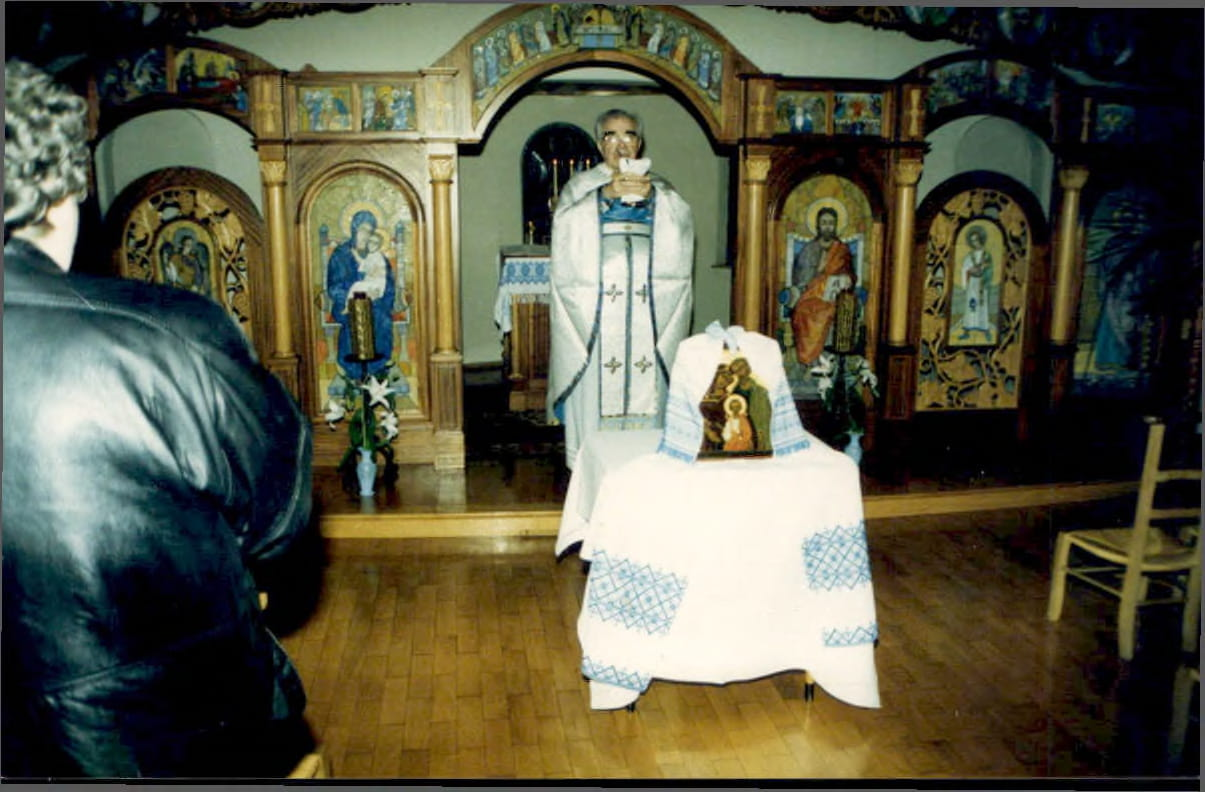
Отець Павло в капличці

## Сучасність
Станом на 2020 рік Українська оселя в Маквілері складається з трьох будівель на ділянці понад 1 га. Тут є спальні кімнати, їдальня, каплиця, бібліотека, архів, сад, пасіка. Хоча технічний стан приміщень не відповідає вимогам для розміщення гостей, оселя продовжує гуртувати навколо себе українців. В теплу пору року тут відбуваються масові зустрічі, зокрема пластунів.
Отець Святослав власноруч відновлює та переобладнує оселю. Також в допомогу приїжджають парафіяни з Лотарингії, Вансена, Страсбурга, Саарбрюкена, Парижа. Постійно ведеться пошук коштів на подальші роботи. Відбувається співпраця з місцевою асоціацією неповносправних осіб, футбольним клубом у Маквіллері та в'язничним капеланством, які зацікавленні у оселі як місці зустрічей та проведення разом часу у молитві. Розвивається землеробство та пасічництво.
Щодня відбувається Божественна Літургія.